# Олійник Артем Олександрович
Арте́м Олекса́ндрович Олі́йник — майор Збройних сил України, учасник російсько-української війни.

## З життєпису
Станом на листопад 2013-го — заступник командира авіаційної ескадрильї 456-ї гвардійської бригади транспортної авіації.
В січні 2014 року гвардії майор Артем Олійник під час навчань у Вінницькій області отримав допуск до забезпечення бойових дій.
Станом на лютий 2017-го з дружиною Яною та донькою Єлизаветою проживає у Вінниці.

## Нагороди
8 вересня 2014 року — за особисту мужність і героїзм, виявлені у захисті державного суверенітету та територіальної цілісності України, вірність військовій присязі під час російсько-української війни, відзначений — нагороджений орденом «За мужність» III ступеня.